# アメリカ教
アメリカ教（アメリカきょう）とは、、「アメリカ人のうちに無意識に染み込んでいる宗教」という意味の概念を表すアメリカ人社会学者のWill Herbergによって提唱された語である。
これは1955年に Will Herberg によって著された「Protestant, Catholic, Jew.」で論じられ、当時の米国においてはプロテスタントとカトリックとユダヤ教のギャップが次第に狭まり、代わりにこれらを超えた「市民の宗教」と呼ぶべきものが台頭していると指摘された。これの具体的内容はデモクラシーに対する熱烈な信仰であり、今のアメリカ人の場合は宗教を基準とするよりも、「アメリカ教徒」として検討した方が、よりよく彼等の行動を理解できるとの事であった。